# 米田容子
米田 容子（よねだ ようこ、1979年9月8日 - ）は、大阪府箕面市出身の元アーティスティックスイミングの選手である。2000年シドニーオリンピック、2004年アテネオリンピックシンクロナイズドスイミング（当時）チーム銀メダリスト。

## 略歴
- 1998年3月 私立四天王寺高等学校卒業
- 2002年3月 立命館大学経営学部卒業
- 2004年1月 学校法人立命館入職
- 競技を始めたきっかけ
  - 3歳から水泳をしており、6歳のときに姉の米田祐子の影響で競技を始めた。両親がアーティスティックスイミングの監督である井村雅代と知人であることも理由であった。
- 主な成績
  - 高校在学中、
    - 国体（1996年広島開催・1997年大阪開催）においてデュエット優勝
    - 世界ジュニア選手権チーム2位

  - 大学在学中、
    - 姉・米田祐子と共に2000年シドニーオリンピックにおいてチーム2位
    - 2001年福岡世界選手権においてチーム2位

  - 大学卒業後、
    - 2003年スペイン世界選手権においてチーム2位、コンビネーション優勝
    - 2004年アテネオリンピックにおいてチーム2位

  - その他
    - 日本選手権（1998年 - 2004年）においてチーム優勝